# Yasutoshi Nishimura

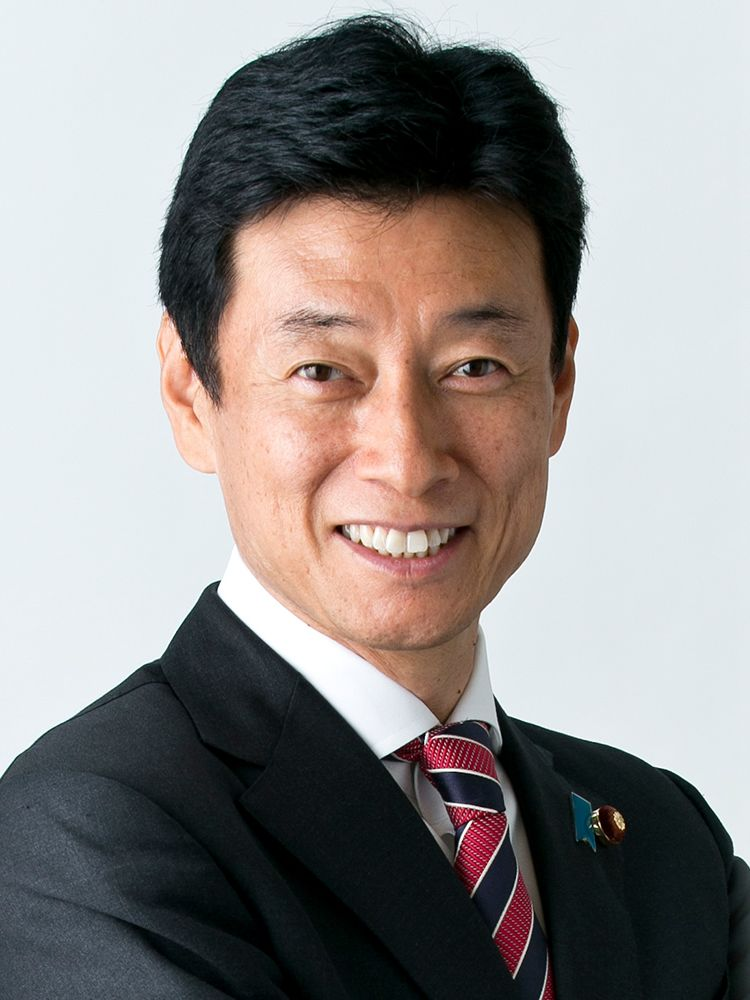
Yasutoshi Nishimura (2022)

Yasutoshi Nishimura (jap. 西村 康稔 Nishimura Yasutoshi; * 15. Oktober 1962 in Akashi, Präfektur Hyōgo) ist ein japanischer Politiker der Liberaldemokratischen Partei (darin zuletzt Abe-Faktion), Abgeordneter im Shūgiin, dem Unterhaus des nationalen Parlaments, für den Wahlkreis Hyōgo 9 und ehemaliger Wirtschaftsminister und Staatsminister für Wirtschafts- und Fiskalpolitik.

## Leben
Nishimura wurde am 15. Oktober 1962 in Akashi in der Präfektur Hyōgo geboren und studierte an der rechtswissenschaftlichen Fakultät der Universität Tokio. 1985 trat er dem Ministerium für Wirtschaft, Handel und Industrie bei und studierte gleichzeitig bis 1992 Internationale Politische Ökonomie an der University of Maryland, College Park. 1999 verließ er das Wirtschaftsministerium und wurde Sekretär des LDP-Unterhausabgeordneten Hara Kenzaburō (原 健三郎; 1907–2004).
Bei der Shūgiin-Wahl 2000 trat Nishimura nach dem Rückzug Haras als Unabhängiger im Wahlkreis Hyōgo 9 gegen vier weitere Kandidaten an, unterlag jedoch als Zweitplatzierter dem LDP-Kandidaten Ichizō Miyamoto (宮本 一三, Miyamoto Ichizō; 1931–2016). Erst bei der Wahl 2003 setzte er sich gegen Miyamoto durch und wurde ins Unterhaus gewählt (Nishimura 40,8 %; Miyamoto 30,8 %); seither konnte er seinen Wahlkreis bei jeder Wahl bis einschließlich 2024 verteidigen. Im Januar 2004 trat Nishimura der LDP bei und übernahm seinen ersten Regierungsposten von 2008 bis 2009 im umgebildeten Kabinett Fukuda und Kabinett Asō als „parlamentarischer Staatssekretär“ im Außenministerium. Nach dem Regierungsverlust der LDP bei der Wahl 2009 wurde er zum Vorsitzenden des LDP-Präfekturverbandes Hyōgo ernannt und trat im September des Jahres bei der Wahl des LDP-Vorsitzenden an. Dort unterlag er mit 54 Stimmen deutlich Sadakazu Tanigaki (300 Stimmen) und Tarō Kōno (144 Stimmen).
Nach der Regierungsübernahme der LDP unter Shinzō Abe bei der Wahl 2012 wurde er im zweiten Kabinett Abe zum „Vizeminister“ im Kabinettsbüro berufen und behielt dieses Amt auch im umgebildeten zweiten Kabinett Abe. Im August 2016 wurde er in der LDP zum Sonderberater des Parteivorsitzenden, stellvertretenden Generalsekretär und stellvertretenden Vorsitzenden der Wahlstrategiekommission ernannt. Bei der Kabinettsumbildung im August 2017 wurde er stellvertretender Chefkabinettssekretär. Premierminister Abe berief Nishimura im September 2019 zum Staatsminister für Wirtschafts- und Fiskalpolitik ins zum zweiten Mal umgebildete vierte Kabinett Abe. Er blieb auch in nachfolgenden Kabinett Suga noch bis 2021 im Amt.
Im August 2022 wurde Nishimura im umgebildeten zweiten Kabinett Kishida an die Spitze des Ministeriums für Wirtschaft und Industrie berufen. Im Dezember 2023 trat er wie drei weitere Minister der Abe-Faktion im Skandal um undeklarierte politische Gelder aus Kickbacks bei Faktionsfundraisern zurück. Bei der Shūgiin-Wahl 2024 musste er ohne nationale LDP-Nominierung antreten, behielt aber die Wahlempfehlung der Kōmeitō und einzelner LDP-Ortsverbände und setzte sich mit 45,6 % auch als Unabhängiger gegen drei Kandidaten von KDP, Ishin no Kai und KPJ durch. Anschließend schloss er sich wieder der LDP-Shūgiin-Fraktion an.